# Syrphophagus nubeculus
Syrphophagus nubeculus är en stekelart som beskrevs av De Santis 1964. Syrphophagus nubeculus ingår i släktet Syrphophagus och familjen sköldlussteklar. Inga underarter finns listade i Catalogue of Life.